# Cory Conacher
Cory Conacher (né le 14 décembre 1989 à Burlington, en Ontario au Canada) est un joueur professionnel canadien de hockey sur glace qui évolue au poste d'ailier gauche ou de centre.

## Biographie
Après avoir disputé une saison en Ontario Provincial Junior Hockey League, Cory Conacher rejoint le Canisius College, dans l'État de New York, et joue avec leur équipe, les Golden Griffins dans le Championnat NCAA. En quatre saisons, il établit douze records de l'équipe. En 2010, il est désigné meilleur joueur de l'Atlantic Hockey, l'association dans laquelle évolue Canisius. Il est également nommé dans les équipes d'étoiles de l'association ainsi que meilleur joueur et meilleur attaquant de son équipe en 2010 et 2011,.
En 2011, une fois la saison universitaire terminée, Conacher fait un essai non concluant avec les Americans de Rochester de la Ligue américaine de hockey (souvent désigné par le sigle LAH). Il rejoint ensuite les Cyclones de Cincinnati de l'ECHL pour un autre essai qui cette fois-ci se solde par un contrat. Il est immédiatement prêté aux Admirals de Milwaukee de la LAH avec lesquels il finit la saison,. Durant l'été qui suit, il signe un contrat avec les Admirals de Norfolk de la LAH.
En 2011-2012, après avoir pris part au camp d'entraînement du Lightning de Tampa Bay de la Ligue nationale de hockey (souvent désigné par le sigle LNH), le club-parent des Admirals, Cory Conacher s'établit comme l'un des meilleurs marqueurs de la LAH. En janvier 2012, il dispute le Match des étoiles de la ligue. Le 1er mars 2012, il signe un contrat de deux ans avec le Lightning. Meilleur buteur et second meilleur pointeur de la LAH, Conacher est choisi pour le trophée Les-Cunningham du meilleur joueur de la saison, ainsi que pour le trophée Willie-Marshall du meilleur buteur et le trophée Dudley-« Red »-Garrett de la meilleure recrue,,. Il est également nommé dans la seconde équipe d'étoiles et l'équipe des recrues de la ligue,. Premiers de la Division Est, les Admirals éliminent tour à tour les Monarchs de Manchester, le Whale du Connecticut et les IceCaps de Saint-Jean pour atteindre la finale de la Coupe Calder qu'ils remportent quatre victoires à aucune aux dépens des Marlies de Toronto.
Avec le lock-out repoussant le début de la saison 2012-2013 de la LNH, Conacher commence l'exercice avec le nouveau club-école du Lightning, le Crunch de Syracuse. Une fois celui-ci levé, il est appelé par Tampa Bay pour prendre part au camp d'entraînement avec le début de la saison raccourcie. Son impact sur l'équipe se fait sentir dès l'ouverture de la saison alors qu'il marque un but contre Braden Holtby pour sa première partie de LNH lors d'un succès 6-3 face aux Capitals de Washington le 19 janvier. Il réussit à maintenir sa productivité offensive avec 24 points en 35 matchs, le classant deuxième parmi les recrues, lorsqu'il est échangé aux Sénateurs d'Ottawa avec un choix de quatrième tour pour le repêchage 2013 en retour du gardien Benjamin Bishop le 3 avril.
La première saison complète de Conacher avec Ottawa se prouve plus difficile alors qu'il a du mal trouver une constance offensive. Lors de ses 59 premières rencontres avec les Sénateurs, il ne compte que quatre buts inscrits. Ses performances sont en plus comparées à celles de Bishop qui joue bien avec Tampa Bay et est régulièrement considéré comme un potentiel récipiendaire pour le trophée Vézina du meilleur gardien de la ligue. Le 4 mars, veille de la date limite pour les transactions, il est placé en ballotage par Ottawa. Il est réclamé le lendemain par les Sabres de Buffalo. Alors qu'il est en fin de contrat, les Sabres hésitent mais finalement refusent de proposer à Conacher une prolongation de contrat. Il devient alors un agent libre le 30 juin.
Le 1er juillet 2014, Conacher signe avec les Islanders de New York un contrat d'un an. Après avoir joué 15 des 29 premières parties de la saison 2014-2015, il est placé en ballotage par la franchise new-yorkaise avant d'être assigné aux Sound Tigers de Bridgeport de la LAH. Le 2 mars, les Islanders l'envoie aux Canucks de Vancouver en retour de Dustin Jeffrey. Finissant sa saison en LAH avec les Comets d'Utica, il aide son équipe à atteindre la finale de la Coupe Calder
Le 1er juillet 2015, le CP Berne annonce qu'il a engagé Conacher pour deux saisons, avec une clause de sortie LNH après la saison 2015-2016. En décembre, il remporte la Coupe Spengler avec l'équipe du Canada et est nommé dans l'équipe d'étoiles du tournoi. En championnat, il aide son club à remporter le titre de champion de Suisse.
En juillet 2016, Conacher prend la décision de revenir en Amérique, alors qu'il signe une entente d'une saison à un seul volet avec le Lightning de Tampa Bay (l'équipe avec laquelle il a commencé sa carrière). Il empochera 575 000 $ US.

## Roller hockey
En 2008, Cory Conacher prend part au championnat du monde de roller in line hockey IIHF avec l'équipe du Canada. Pour leur retour dans la compétition, les canadiens remportent la Division I, le second échelon de l'évènement. Conacher termine meilleur pointeur de l'équipe avec vingt-et-un points,.

## Vie privée
Cory Conacher est né avec une rare condition ayant fait développer sa vessie en dehors de son corps. Cinq jours après sa naissance, il subit une intervention chirurgicale longue de 10 heures au cours de laquelle les médecins ont reconstruit son bassin afin de replacer son organe à l'intérieur de son corps. Sa condition physique était tel que les médecins considéraient qu'il n'avait que peu de chance de marcher normalement. Il subit de nouvelles opérations jusqu'à l'âge de sept ans. Depuis l'âge de huit ans, il souffre de diabète de type 1 l'obligeant à porter une pompe à insuline lorsqu'il ne joue pas afin de réguler son niveau de sucre dans le sang.
Cory Conacher est une distante relation de Lionel, Charlie et Roy Conacher, tous trois membres du Temple de la renommée du hockey. Son frère Shane est également un joueur professionnel de hockey sur glace.

## Statistiques
| Saison     | Équipe                      | Ligue      |     | Saison régulière | Saison régulière | Saison régulière | Saison régulière | Saison régulière | Saison régulière |    | Séries éliminatoires | Séries éliminatoires | Séries éliminatoires | Séries éliminatoires | Séries éliminatoires | Séries éliminatoires |
| Saison     | Équipe                      | Ligue      | PJ  | B                | A                | Pts              | Pun              | +/-              | PJ               | B  | A                    | Pts                  | Pun                  | +/-                  |                      |                      |
| 2006-2007  | Cougars de Burlington       | OPJHL      | 48  | 22               | 40               | 62               | 62               | +9               | -                | -  | -                    | -                    | -                    | -                    |                      |                      |
| 2007-2008  | Golden Griffins de Canisius | NCAA       | 20  | 7                | 10               | 17               | 24               | +4               | -                | -  | -                    | -                    | -                    | -                    |                      |                      |
| 2008-2009  | Golden Griffins de Canisius | NCAA       | 37  | 12               | 23               | 35               | 42               | +1               | -                | -  | -                    | -                    | -                    | -                    |                      |                      |
| 2009-2010  | Golden Griffins de Canisius | NCAA       | 35  | 20               | 33               | 53               | 36               | +9               | -                | -  | -                    | -                    | -                    | -                    |                      |                      |
| 2010-2011  | Golden Griffins de Canisius | NCAA       | 37  | 23               | 19               | 42               | 54               | +2               | -                | -  | -                    | -                    | -                    | -                    |                      |                      |
| 2010-2011  | Americans de Rochester      | LAH        | 2   | 1                | 0                | 1                | 2                | 0                | -                | -  | -                    | -                    | -                    | -                    |                      |                      |
| 2010-2011  | Cyclones de Cincinnati      | ECHL       | 3   | 5                | 2                | 7                | 0                | +4               | -                | -  | -                    | -                    | -                    | -                    |                      |                      |
| 2010-2011  | Admirals de Milwaukee       | LAH        | 5   | 3                | 2                | 5                | 2                | -2               | 7                | 0  | 1                    | 1                    | 6                    | +2                   |                      |                      |
| 2011-2012  | Admirals de Norfolk         | LAH        | 75  | 39               | 41               | 80               | 114              | +19              | 18               | 2  | 13                   | 15                   | 28                   | +6                   |                      |                      |
| 2012-2013  | Crunch de Syracuse          | LAH        | 36  | 12               | 16               | 28               | 56               | +3               | -                | -  | -                    | -                    | -                    | -                    |                      |                      |
| 2012-2013  | Lightning de Tampa Bay      | LNH        | 35  | 9                | 15               | 24               | 16               | -3               | -                | -  | -                    | -                    | -                    | -                    |                      |                      |
| 2012-2013  | Sénateurs d'Ottawa          | LNH        | 12  | 2                | 3                | 5                | 4                | 6                | 8                | 3  | 0                    | 3                    | 31                   | -2                   |                      |                      |
| 2013-2014  | Sénateurs d'Ottawa          | LNH        | 60  | 4                | 16               | 20               | 34               | +8               | -                | -  | -                    | -                    | -                    | -                    |                      |                      |
| 2013-2014  | Sabres de Buffalo           | LNH        | 19  | 3                | 3                | 6                | 16               | -7               | -                | -  | -                    | -                    | -                    | -                    |                      |                      |
| 2014-2015  | Islanders de New York       | LNH        | 15  | 1                | 2                | 3                | 14               | -3               | -                | -  | -                    | -                    | -                    | -                    |                      |                      |
| 2014-2015  | Sound Tigers de Bridgeport  | LAH        | 28  | 5                | 18               | 23               | 30               | -8               | -                | -  | -                    | -                    | -                    | -                    |                      |                      |
| 2014-2015  | Comets d'Utica              | LAH        | 20  | 7                | 9                | 16               | 22               | +6               | 23               | 5  | 3                    | 8                    | 28                   | 0                    |                      |                      |
| 2015-2016  | CP Berne                    | LNA        | 48  | 22               | 30               | 52               | 68               | 0                | 14               | 5  | 4                    | 9                    | 20                   | +2                   |                      |                      |
| 2016-2017  | Crunch de Syracuse          | LAH        | 56  | 17               | 43               | 60               | 113              | +10              | 22               | 12 | 16                   | 28                   | 27                   | +12                  |                      |                      |
| 2016-2017  | Lightning de Tampa Bay      | LNH        | 11  | 1                | 3                | 4                | 4                | 0                | -                | -  | -                    | -                    | -                    | -                    |                      |                      |
| 2017-2018  | Crunch de Syracuse          | LAH        | 18  | 7                | 8                | 15               | 36               | -5               | -                | -  | -                    | -                    | -                    | -                    |                      |                      |
| 2017-2018  | Lightning de Tampa Bay      | LNH        | 36  | 8                | 4                | 12               | 24               | 0                | 2                | 0  | 0                    | 0                    | 10                   | -1                   |                      |                      |
| 2018-2019  | Crunch de Syracuse          | LAH        | 70  | 22               | 42               | 64               | 95               | 13               | 4                | 1  | 2                    | 3                    | 6                    | -4                   |                      |                      |
| 2018-2019  | Lightning de Tampa Bay      | LNH        | 1   | 0                | 0                | 0                | 2                | 0                | -                | -  | -                    | -                    | -                    | -                    |                      |                      |
| 2019-2020  | Crunch de Syracuse          | LAH        | 44  | 14               | 24               | 38               | 39               | 0                | -                | -  | -                    | -                    | -                    | -                    |                      |                      |
| 2019-2020  | Lightning de Tampa Bay      | LNH        | 4   | 0                | 1                | 1                | 4                | -2               | -                | -  | -                    | -                    | -                    | -                    |                      |                      |
| 2020-2021  | Lausanne HC                 | LNA        | 21  | 9                | 5                | 14               | 20               | +9               | -                | -  | -                    | -                    | -                    | -                    |                      |                      |
| 2020-2021  | CP Berne                    | LNA        | 19  | 9                | 13               | 22               | 32               | -8               | 9                | 2  | 4                    | 6                    | 8                    | +3                   |                      |                      |
| 2021-2022  | CP Berne                    | LNA        | 36  | 13               | 7                | 20               | 30               | +6               | -                | -  | -                    | -                    | -                    | -                    |                      |                      |
| 2021-2022  | HC Ambrì-Piotta             | LNA        | 5   | 1                | 3                | 4                | 6                | -6               | -                | -  | -                    | -                    | -                    | -                    |                      |                      |
| Totaux LNH | Totaux LNH                  | Totaux LNH | 193 | 28               | 47               | 75               | 118              | -1               | 10               | 3  | 0                    | 3                    | 41                   | -3                   |                      |                      |

## Honneurs et récompenses
- 2009-2010 :
  - première équipe d'étoiles de l'Atlantic Hockey
  - joueur de l'année de l'Atlantic Hockey
  - meilleur joueur des Golden Griffins de Casinius
  - meilleur attaquant des Golden Griffins de Casinius
- 2010-2011 :
  - seconde équipe d'étoiles de l'Atlantic hockey
  - meilleur joueur des Golden Griffins de Casinius
  - meilleur attaquant des Golden Griffins de Casinius
- 2011-2012 :
  - champion de la Coupe Calder avec les Admirals de Norfolk
  - retenu pour le Match des étoiles de la LAH
  - récipiendaire du trophée Les-Cunningham
  - récipiendaire du trophée Willie-Marshall
  - récipiendaire du trophée Dudley-« Red »-Garrett
  - seconde équipe d'étoiles de la LAH
  - équipe des recrues de la LAH
- 2015-2016 :
  - vainqueur de la Coupe Spengler avec le Canada
  - équipe d'étoiles de la Coupe Spengler
  - champion de Suisse avec le CP Berne